# Weisslacker
El Weisslacker o Weisslackerkäse es un queso alemán originario de Baviera y que se elabora con leche de vaca. El nombre significa ‘laca blanca’, lo que proviene de su superficie, blanca y brillante. Se trata de un queso muy fuerte, salado y aromático, que ha curado durante siete meses en condiciones de mucha humedad. Actualmente se conoce por todo el mundo. Se produce también en los Estados Unidos, especialmente en Wisconsin. Está relacionado con el queso limburger. Los aficionados a este queso suelen tomarlo con cerveza, a veces mojando directamente el queso en sus bebidas, de ahí el nombre de Weisslacker Bierkäse o, especialmente en Baviera, Bierkase, es decir, ‘queso de cerveza’. Algunos lo consideran demasiado dominante para servirlo con vino. Este queso se sirve también sobre rebanadas delgadas de pan de centeno o pan integral de centeno a menudo con algo de cebolla cortada. Además, el weisslacker es un ingrediente habitual de varios panes, sopas y salsas. Es un producto habitual en los menús de pubs y restaurantes de la República Checa, país que tiene el mayor índice de consumo de cerveza per cápita del mundo.